# (19126) Ottohahn
(19126) Ottohahn est un astéroïde de la ceinture principale.

## Description
(19126) Ottohahn est un astéroïde de la ceinture principale. Il fut découvert le 22 août 1987 à Tautenburg par Freimut Börngen. Il présente une orbite caractérisée par un demi-grand axe de 2,54 UA, une excentricité de 0,19 et une inclinaison de 12,4° par rapport à l'écliptique.